# Лёгкая атлетика на летних Олимпийских играх 1932 — прыжки в высоту (женщины)
Соревнования в прыжках в высоту у женщин на Олимпийских играх 1932 года состоялись 7 августа 1932 года на стадионе «Колизей».

## Соревнования
В соревнованиях приняло участие 10 легкоатлеток из 6 стран. Главными претендентами на победу были американки Джин Шили и Милдред Дидриксон. Планку на высоту 165 см Шили взяла с первой попытки, а Дидриксон со второй. Высоту 167 см обе спортсменки не взяли и тем самым по правилам IAAF тех лет спортсменки должны были прыгать ещё, чтобы выявить победителя. В финальной попытке на высоте 167 см Джин Шили перепрыгивает её с первой попытки. Дидриксон тоже берёт эту высоту, но судьи не засчитывают попытку, так как она преодолела планку вперёд головой, что было запрещено по правилам тех лет. Судьи назвали такой способ «дайвингом».

## Результаты
| Место | Спортсменка       | Лет | НОК        | Итог | Высота, cм | Высота, cм | Высота, cм | Высота, cм | Высота, cм | Высота, cм | Высота, cм | Высота, cм | Высота, cм | Высота, cм | Высота, cм | Ф   |
| Место | Спортсменка       | Лет | НОК        | Итог | 141        | 144        | 148        | 150        | 152        | 155        | 158        | 160 OR     | 162        | 165 WR     | 167        | 167 |
| ----- | ----------------- | --- | ---------- | ---- | ---------- | ---------- | ---------- | ---------- | ---------- | ---------- | ---------- | ---------- | ---------- | ---------- | ---------- | --- |
| 1     | Джин Шили         | 20  | США        | 165  | -          | -          | -          | O          | O          | O          | O          | O          | O          | O          | XXX        | O   |
| 2     | Милдред Дидриксон | 21  | США        | 165  | -          | -          | -          | O          | O          | O          | O          | O          | O          | XO         | XXX        | X   |
| 3     | Ева Дейвс         | 19  | Канада     | 160  | -          | -          | -          | O          | O          | O          | O          | XO         | XXX        |            |            |     |
| 4     | Лиен Гизольф      | 22  | Нидерланды | 158  | -          | -          | -          | O          | O          | XXO        | O          | XXX        |            |            |            |     |
| 5     | Марджори Кларк    | 22  | ЮАС        | 158  | -          | -          | -          | O          | XO         | XXO        | XXO        | XXX        |            |            |            |     |
| 5     | Анетта Роджерс    | 18  | США        | 158  | -          | -          | -          | -          | O          | O          | XXO        | XXX        |            |            |            |     |
| 7     | Хельма Нотте      | 20  | Германия   | 155  | -          | -          | -          | -          | XO         | O          | XXX        |            |            |            |            |     |
| 8     | Юрико Хирохаси    | 16  | Япония     | 150  | -          | -          | -          | XXO        | XXX        |            |            |            |            |            |            |     |
| 8     | Юко Сагара        | 18  | Япония     | 150  | O          | O          | O          | XXO        | XXX        |            |            |            |            |            |            |     |
| 10    | Эллен Браумюллер  | 21  | Германия   | 141  | O          | -          | -          | -          | XXX        |            |            |            |            |            |            |     |

Легенда: O=Удачная попытка X=Неудачная - =Пропускала высоту